# 圣让德科尔尼
圣让德科尔尼（法語：Saint-Jean-de-Cornies，法語發音：[sɛ̃ ʒɑ̃ də kɔʁni]）是法国埃罗省的一个市镇，属于蒙彼利埃区。

## 地理
圣让德科尔尼（43°44'39"N, 4°0'4"E）面积3.11 平方千米，位于法国奧克西塔尼大區埃罗省，该省份为法国南部沿海省份，南濒地中海，西南接奥德省，西北接塔恩省和阿韦龙省，东北与加尔省接壤。
与圣让德科尔尼接壤的市镇（或旧市镇、城区）包括：蒙托、博略、圣德雷泽里、圣伊莱尔德博瓦尔。
圣让德科尔尼的时区为UTC+01:00、UTC+02:00（夏令时）。

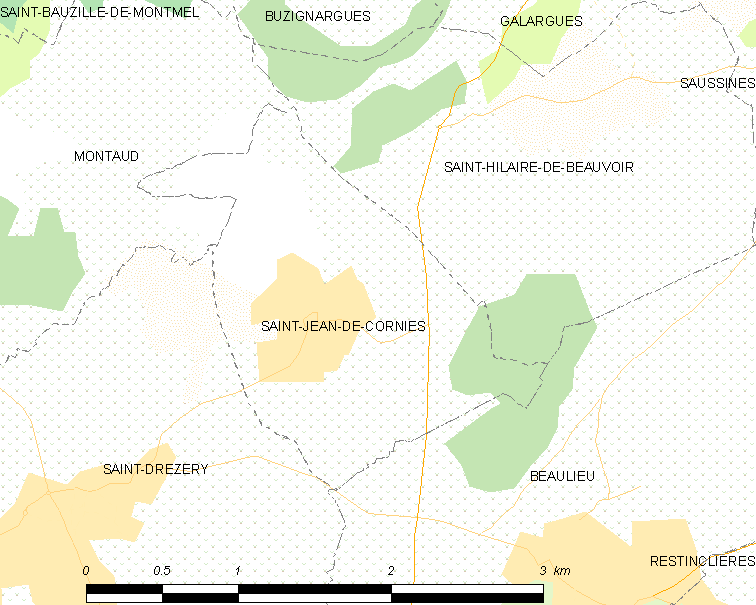
圣让德科尔尼的OSM定位图

## 行政
圣让德科尔尼的邮政编码为34160，INSEE市镇编码为34265。

## 政治
圣让德科尔尼所属的省级选区为圣热利迪费斯克县。

## 人口

1962-2008年间圣让德科尔尼人口变化图示

圣让德科尔尼于2022年1月1日时的人口数量为839人。